# Anne McCoy
Anne B. McCoy est une chimiste théoricienne. Elle est professeure de chimie Natt-Lingafelter à l'Université de Washington et ses sujets de recherche portent sur la spectroscopie vibrationnelle, la liaison hydrogène et les bandes de transfert de charge.

## Éducation
McCoy obtient son BS en chimie du Haverford College en 1987. Elle travaille avec Edwin L. Sibert à l'Université du Wisconsin à Madison et obtient son doctorat en 1992. McCoy est boursier postdoctoral Golda Meir avec R. Benny Gerber à l'Université hébraïque de Jérusalem et à l'Université de Californie à Irvine.

## Recherches
McCoy rejoint le département de chimie de l'Université d'État de l'Ohio en tant que professeure adjointe en 1994, est titularisée et promue professeure agrégée en 2000, et promue professeure en 2004. Ses recherches portent sur le développement de méthodes pour étudier des phénomènes fondamentaux tels que les liaisons hydrogène et la délocalisation quantique , et sur l'application de la spectroscopie vibrationnelle théorique pour comprendre la dynamique,.
McCoy part à l'Université de Washington en 2015 et est actuellement professeur de chimie Natt-Lingafelter.